# Сверчовский, Януш
Януш Сверчовский (пол. Janusz Świerczowski, ум. 1530) — польский шляхтич на государственной службе, надворный гетман.

## Биография
Сверчовский был кастеляном Вислицы, а также теребовльским и люблинским старостой. В чине надворного гетмана он принимал участие в русско-литовской войне 1512—1522. В битве под Оршей Сверчовский руководил тяжёлой польской конницей. Возглавлял отряды немецких и чешских наёмников в осаде Опочки 1517 года, обернувшейся для Польши и Литвы поражением. Руководил военными операциями польских отрядов в Польско-тевтонской войне 1519—1521.
Впоследствии был крупным землевладельцем. Януш Сверчовский умер в 1530 году.